# Une femme coquette
Une femme coquette (Una mujer coqueta) es un cortometraje francés de 1955, el primero de cuatro cortometrajes de ficción realizados por el cineasta francés Jean-Luc Godard antes de su trabajo en el cine narrativo de largometraje.
El cortometraje está basado en el cuento Le Signe («La señal») de Guy de Maupassant. Es una historia de nueve minutos sobre una mujer que decide copiar el gesto que vio hacer a una prostituta ante los hombres que pasaban por allí. Entonces responde un joven, interpretado por Roland Tolmatchoff.

## Reparto
- Maria Lysandre como La mujer.
- Roland Tolma como El hombre.

## Datos de la película
- Duración: 9 min.
- País: Francia.
- Idioma: Francés.
- Color: Blanco y negro.

## Producción
Con los ingresos obtenidos de la realización del documental Opération Béton adquirido y distribuido por los constructores de la presa de la Grande Dixence en el cantón del Valais en Suiza, Godard financió su primer cortometraje de ficción, rodado en Ginebra con una cámara de 16 mm obtenida cedido por Actua Film. El cortometraje se inscribe en el espíritu del nuevo cine francés que los jóvenes críticos de los Cahiers du Cinéma inventaron al pasar de la teoría (la crítica especializada) a la práctica (la dirección).
Para el tema, Godard adaptó libremente un cuento de Guy de Maupassant de 1886, El signo (Le signe), que le serviría de nuevo, al cabo de unos años, como idea básica para la película Masculino, femenino. En el cuento original de Maupassant la escena tiene lugar en un interior, y la mujer ha hecho una señal desde su ventana, pero en la revisión de Godard los personajes se encuentran en un banco de la isla Rousseau en Ginebra. Más que una película de Jean-Luc Godard, este cortometraje se parece a los cortos de la escuela Cahiers du Cinéma de los años 1950, por ejemplo a las primeras películas de Éric Rohmer con el uso de voces en off. El tema es en cierto sentido rohmeriano, aunque el desarrollo no está libre de una cierta perversidad que anticipa uno de los temas típicos de Godard, es decir, la prostitución como metáfora del intercambio en una sociedad capitalista, un oficio que el director considera mucho menos hipócrita del discurso amoroso burgués.
El rodaje tiene lugar en Ginebra, donde pudo filmar porque Roland Tolmatchoff, protagonista de la película, tiene un carné de miembro del sindicato de técnicos suizos. El rodaje duró dos días; la mujer estuvo interpretada por una conocida común, Marie Lysandre, que también presta su voz al comentario. La película nunca se estrenó y durante mucho tiempo se pensó que estaba perdida. Sin embargo, fue luego publicada en YouTube.